# مدل امنیت رایانه
مدل امنیت کامپیوتر، یک طرح برای تعیین و اجرای سیاست‌های امنیتی می‌باشد.
مدل امنیت ممکن است بر اساس مدل رسمی اعطای حقوق دسترسی، مدل محاسباتی، مدل محاسباتی توزیع شده یا بدون هیچ پشتوانه نظری خاصی به وجود آمده باشد.

## انواع مدل‌ها
- لیست کنترل دسترسی (ACL)
- مدل بل-لاپادلا (BLP)
- مدل بیبا (Biba)
- مدل بروئر و نش
- Capability-based security
- Clark-Wilson model
- Context-based access control - CBAC
- Graham-Denning model
- کنترل دسترسی مبتنی بر شبکه (LBAC)
- Multi-level security - MLS
- (Non-interference (security
- Object-capability model
- محدود کردن دسترسی بر اساس نقش (RBAC)
- Take-grant protection model